# Joysticksteuerung

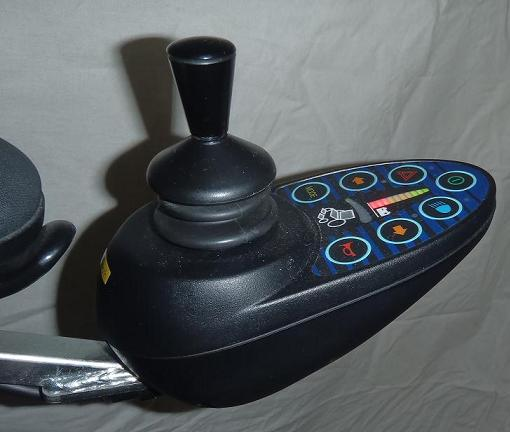
Joysticksteuerung an einem Elektrorollstuhl

Als Joysticksteuerung wird die Steuerung der Fahrbewegung (Lenkung, Beschleunigung und Verzögerung) von Fahrzeugen mit einem kombinierten Steuergerät bezeichnet, das an einen Joystick erinnert („Kreuzhebel“).

## Funktionsweise
Der Kreuzhebel ist ein Hand- oder Fingerhebel, der sich vorwärts und rückwärts sowie auch quer dazu in seitlicher Richtung bewegen lässt. Je nach Ausführung sind auch aus der Längs- und Querrichtung kombinierte Bewegungen und Positionen möglich, und der Hebel kann bei Nichtbetätigung auch durch Federkraft in seine neutrale Null-Lage zurückgeführt werden.
Das Drücken des Hebels nach vorne führt entweder zu einer Beschleunigung oder Bremsung, das Ziehen des Hebels nach hinten zu der jeweils gegenteiligen Bewegung. Die Variante mit Bremsung beim Nachvornedrücken in Verbindung mit der Beschleunigung beim Nachhintenziehen wirkt zunächst kontraintuitiv, entspricht aber der trägheitsbedingten Bewegung des Fahrerkörpers in Bezug auf das Fahrzeug.
Der Kreuzhebel setzt meist seine Bewegung oder aktuelle Position in elektrische Signale um. Mit diesen wiederum werden elektrische und/oder nachfolgende hydraulische Stellelemente veranlasst, einen Lenkeinschlag bzw. eine Richtungsverstellung der gelenkten Räder zu bewirken und die Stellelemente für die Motorsteuerung und die Bremsen entsprechend der Vor-Zurück-Bewegung des Hebels auszusteuern.

## Anwendungen
Joysticksteuerungen finden derzeit vor allem an Arbeitsmaschinen/Baumaschinen, Flugzeugen, Motorbooten, Elektrorollstühlen und Sonderfahrzeugen Verwendung. Auch Schienenfahrzeuge werden inzwischen mit einem auf die Vor-Zurück-Ebene reduzierten Hebel gesteuert.
In üblichen Straßenfahrzeugen (Pkw, Lkw etc.) findet die Technik nur vereinzelt im Rahmen der Kraftfahrzeuganpassung für körperbehinderte Menschen Anwendung; sie eignet sich für Personen, die das übliche Lenkrad nicht bedienen können. Ein Vorteil ist dabei, dass das Bedienteil individuell an unterschiedliche Anforderungen und Reichweiten zur Betätigung mit der Hand, einem Finger, dem Knie oder mit den Zehen des Fußes angepasst werden kann.
Joysticksteuerungen in Pkw für Fahrer ohne körperliche Einschränkungen wurden seitens der Automobilhersteller seit Jahrzehnten in vielen Designstudien gezeigt, aber nie in Serie produziert. Als Gründe wurden die hohe Sensitivität bei der Lenkung sowie ergonomische Bedenken vermutet.
Einige Beobachter halten es für möglich, dass die Joysticksteuerung sich in Zukunft im Rahmen des zunehmend autonomeren Fahrens durchsetzen könnte. Da der Fahrer das Fahrzeug dann nur noch selten selbst steuert, könnten die nur noch im Ausnahmefall benutzten Lenkräder und Pedale als zu störend empfunden und einer platzsparenden Joysticksteuerung der Vorzug eingeräumt werden.